# Allans Vargas
Allans Josué „Chapeta” Vargas Murillo (ur. 25 września 1993 w San Pedro Sula) – honduraski piłkarz występujący na pozycji środkowego obrońcy, reprezentant Hondurasu, od 2021 roku zawodnik Marathónu.